# Vlag van de Oranjerivierkolonie

Vlag van de Oranjerivierkolonie

De vlag van de Oranjerivierkolonie is een blauw Brits vaandel, met in het kanton de Britse vlag en aan de rechterkant het wapen van de kolonie. Het embleem was rond en toonde een springbok die op een met gras begroeide ondergrond stond. Het was klaarblijkelijk afgeleid van het nieuwe openbare zegel van de kolonie, waarop het Britse koninklijke wapen was afgebeeld en een landschapsscène met drie springbokken die in het veld stonden. De vlag werd aangenomen in 1904. Hierna werd op 31 mei 1910 vervangen door de handelsvlag van Zuid-Afrika.

Wapen van de Oranjerivierkolonie
De handelsvlag en de facto vlag van Zuid-Afrika tussen 1910 en 1928

Biafra · Goosen · Graaff-Reinet · Britse Kaapkolonie · Katanga · Klein Vrystaat · Republiek Kliprivier · Republiek Lydenburg · Natal · Republiek Natalia · Nieuwe Republiek · Oranje Vrijstaat · Oranjerivierkolonie · Oost-Griekwaland · Ottomaanse Rijk · Rif-Republiek · Republiek Stellaland · Swellendam · Tanganyika · Transvaalkolonie · Republiek Utrecht · Verenigde Staten van Stellaland · Zaïre · Zuid-Afrikaansche Republiek · Zuid-Afrika (1928-1994) · Mijnstaat Zuid-Kasaï